# Pollia thyrsiflora
Pollia thyrsiflora là một loài thực vật có hoa trong họ Commelinaceae. Loài này được (Blume) Steud. miêu tả khoa học đầu tiên năm 1841.